# 金溪峰
86°41′S 148°30′W / 86.683°S 148.500°W
金溪峰（英語：Goldstream Peak）是南極洲的山峰，位於瑪麗伯德地，屬於拉戈斯山脈的一部分，海拔高度約2,800米，由美國南極研究計劃繪入地圖，現時由南極條約體系管理。